# Franco Bechtholdt
Franco Bechtholdt Chervaz (Buenos Aires, Argentina, 15 de agosto de 1995) es un  futbolista argentino nacionalizado chileno, que juega como mediocampista y en ocasiones como defensa, en Cobresal de la Primera División de Chile.
Actualmente es el jugador con más partidos oficiales disputados en la historia de Curicó Unido, con 297 presencias, y referente del club.

## Trayectoria
Franco realizó las divisiones inferiores en Provincial Curicó Unido, equipo en el cual su padre Carlos Bechtholdt fue jugador por tres años, capitán y además, luego de su retiro, Gerente Deportivo del club.
El Cachi hijo debutó profesionalmente el 29 de septiembre de 2012, en el duelo en que Curicó Unido derrotó como visitante 3-0 a Unión Temuco en el Estadio Germán Becker. De ahí en más, en los próximos 11 años solo vistió la camiseta albirroja, anotando importantes goles como el que convirtió a Magallanes, en la semifinal de ida del Transición de Primera B 2013, en el Estadio Nacional,torneo que luego no pudieron conquistar al perder la final ante Universidad de Concepción y la Liguilla de Promoción ante Cobresal.
También se coronó campeón de la Primera B 2016-17 con el cuadro tortero, premio que le significó el ascenso de Curicó a la Primera A.Por último, fue el capitán en la histórica primera participación del elenco albirrojo en copas continentales, en la llave donde fueron derrotados y eliminados por Cerro Porteño en la Copa Libertadores 2023. Ante todo esto, Franco sumó 297 partidos oficiales con el club curicano, primer lugar en cantidad de presencias en la historia de la institución.
Luego del descenso de Curicó Unido, el Cachi fichó por Cobresal, de la Primera División chilena y que también participa en la Fase de grupos de la Copa Libertadores 2024.

## Estadísticas
| Club                 | Div.          | Temporada     | Liga  | Liga  | Copas nacionales | Copas nacionales | Torneos internacionales | Torneos internacionales | Total | Total |
| Club                 | Div.          | Temporada     | Part. | Goles | Part.            | Goles            | Part.                   | Goles                   | Part. | Goles |
| -------------------- | ------------- | ------------- | ----- | ----- | ---------------- | ---------------- | ----------------------- | ----------------------- | ----- | ----- |
| Curicó Unido · Chile | 2.ª           | 2012          | 6     | 0     | —                | —                | —                       | —                       | 6     | 0     |
| Curicó Unido · Chile | 2.ª           | 2013          | 15    | 1     | 9                | 1                | —                       | —                       | 24    | 2     |
| Curicó Unido · Chile | 2.ª           | 2013-14       | 37    | 0     | —                | —                | —                       | —                       | 37    | 0     |
| Curicó Unido · Chile | 2.ª           | 2014-15       | 24    | 5     | 8                | 0                | —                       | —                       | 32    | 5     |
| Curicó Unido · Chile | 2.ª           | 2015-16       | 18    | 2     | 6                | 0                | —                       | —                       | 24    | 2     |
| Curicó Unido · Chile | 2.ª           | 2016-17       | 20    | 1     | —                | —                | —                       | —                       | 20    | 1     |
| Curicó Unido · Chile | 1.ª           | 2017          | 8     | 0     | 1                | 0                | —                       | —                       | 9     | 0     |
| Curicó Unido · Chile | 1.ª           | 2018          | 13    | 0     | 2                | 0                | —                       | —                       | 15    | 0     |
| Curicó Unido · Chile | 1.ª           | 2019          | 24    | 3     | —                | —                | —                       | —                       | 24    | 3     |
| Curicó Unido · Chile | 1.ª           | 2020          | 30    | 0     | —                | —                | —                       | —                       | 30    | 0     |
| Curicó Unido · Chile | 1.ª           | 2021          | 22    | 0     | —                | —                | —                       | —                       | 22    | 0     |
| Curicó Unido · Chile | 1.ª           | 2022          | 27    | 0     | 1                | 0                | —                       | —                       | 28    | 0     |
| Curicó Unido · Chile | 1.ª           | 2023          | 23    | 0     | 1                | 0                | 2                       | 0                       | 26    | 0     |
| Curicó Unido · Chile | Total club    | Total club    | 267   | 12    | 28               | 1                | 2                       | 0                       | 297   | 13    |
| Cobresal · Chile     | 1.ª           | 2024          | 18    | 0     | 3                | 0                | 6                       | 0                       | 27    | 0     |
| Cobresal · Chile     | Total club    | Total club    | 18    | 0     | 3                | 0                | 6                       | 0                       | 27    | 0     |
| Total carrera        | Total carrera | Total carrera | 285   | 12    | 31               | 1                | 8                       | 0                       | 324   | 13    |
| 1. 2. 3.             |               |               |       |       |                  |                  |                         |                         |       |       |

## Palmarés

### Títulos
| Título    | Club         | País  | Año     |
| --------- | ------------ | ----- | ------- |
| Primera B | Curicó Unido | Chile | 2016-17 |